# Karen Bass
Karen Ruth Bass (Los Angeles, Califòrnia, 3 d'octubre de 1953) és una política estatunidenca que ha estat la 43a alcaldessa de Los Angeles des del 2022. Membre del Partit Demòcrata, Bass va ser membre de la Cambra de Representants dels Estats Units del 2011 al 2022 i de l'Assemblea Estatal de Califòrnia del 2004 al 2010, i va ser presidenta durant el seu últim mandat a l'Assemblea.
Després d'assistir a la Universitat Estatal de San Diego i a la Universitat Estatal de Califòrnia, Dominguez Hills, Bass va treballar com a assistent mèdica i organitzadora comunitària, abans de ser elegida per representar el 47è districte de l'Assemblea Estatal de Califòrnia el 2004. El 2008 va ser elegida com la 67a presidenta de l'Assemblea Estatal de Califòrnia, convertint-se en la primera dona afroamericana de la història dels Estats Units a exercir com a presidenta d'un òrgan legislatiu estatal.
Bass va ser elegida per primera vegada a la Cambra de Representants dels Estats Units el 2010. Va representar el 33è districte congressional de Califòrnia durant el seu primer mandat; la redistribució de districtes la va traslladar al 37è districte el 2012. Va presidir el Caucus Negre durant el 116è Congrés. Després de guanyar les eleccions a l'alcaldia de Los Angeles del 2022, Bass es va convertir en la primera dona a exercir com a alcaldessa de Los Angeles.

## Primers anys i formació
Bass és filla de Wilhelmina (de soltera Duckett) i DeWitt Talmadge Bass. El seu pare era carter i la seva mare mestressa de casa. Va créixer als barris de Venice i Fairfax de Los Angeles i es va graduar a l'institut Alexander Hamilton el 1971.
Presenciar de petita el moviment pels drets civils a la televisió va despertar el seu interès per l'activisme comunitari. Mentre era a l'escola secundària, Bass va començar a fer de voluntària per a la campanya presidencial de Robert Kennedy. A mitjans dels anys setanta va ser organitzadora de la Brigada Venceremos, un grup pro-Revolució Cubana que organitzava viatges d'estatunidencs a Cuba. Va visitar Cuba vuit vegades a la dècada del 1970.
Bass va estudiar filosofia a la Universitat Estatal de San Diego del 1971 al 1973 i es va graduar a la Keck School of Medicine del programa d'assistent mèdica de la USC el 1982. Després va obtenir una llicenciatura en Ciències de la salut a la Universitat Estatal de Califòrnia, Dominguez Hills, el 1990.
A la dècada del 1980, va treballar com a assistent mèdica de medicina d'emergències i instructora clínica a la Keck School of Medicine de la Universitat del Sud de Califòrnia. A finals dels anys vuitanta, Bass i altres organitzadors comunitaris locals van fundar Community Coalition, una organització de base del sud de Los Angeles. També va obtenir el màster en treball social a l'Escola de Treball Social Suzanne Dworak-Peck de la Universitat del Sud de Califòrnia el 2015.

## Assemblea Estatal de Califòrnia
El 2004, Bass va ser elegida per representar el 47è districte de l'Assemblea de Califòrnia, única dona afroamericana que servia a la legislatura estatal. Va ser reelegida el 2006 i el 2008.
Va ser membre de l'Assemblea de l'Estat de Califòrnia entre 2004 i 2010 per al 47è districte i presidenta d'aquesta assemblea entre 2008 i 2010. Durant el seu mandat, Bass va ser vicepresidenta del Caucus Legislatiu Negre i, com a tal, va encarregar el primer informe sobre "l'estat de la Califòrnia negra".

### Presidenta
Núñez va deixar l'Assemblea al final de la sessió 2007-08 i, esprés de consolidar el suport de la majoria de legisladors, inclosos alguns que anteriorment havien planejat presentar-se a la presidència, Bass va ser elegitda presidenta el 28 de febrer de 2008 i va jurar el càrrec el 13 de maig de 2008.
Va promoure lleis per millorar el sistema de benestar infantil de l'estat, va impulsar l'ampliació de la cobertura d'assegurança de les famílies, i va treballar per eliminar els impediments burocràtics per a la certificació de petites empreses. També va ajudar a revitalitzar l'històric Vision Theater de Los Angeles i el districte escolar unificat de Los Angeles.

### Crisi pressupostària de Califòrnia (2008–2010)
Bass es va convertir en presidenta de la Cambra en un període de greus turbulències econòmiques. Les negociacions sobre un pla de despeses per abordar un dèficit pressupostari multimilionari van començar el dia que Bass va prendre possessió del càrrec. Ella va formar part de les negociacions que van resultar en un acord complet per tancar la major part d'un dèficit de 42.000 milions de dòlars.

## Cambra de Representants dels EUA
Bass va exercir com a segona vicepresidenta del Caucus Negre durant el 115è Congrés. En va ser elegida presidenta el 28 de novembre de 2018, i va exercir aquest càrrec del 2019 al 2021.

## Especulacions sobre la vicepresidència i l'administració Biden
El juliol de 2020 es va parlar de Bass com a possible companya de candidatura del presumpte candidat presidencial demòcrata Joe Biden. Segons que sembla, Biden va reduir el camp de possibles eleccions a la vicepresidència a unes quantes dones, i Bass "va guanyar força en la fase final de la cerca", tot i que finalment seria Kamala Harris.

## Alcaldessa de Los Angeles

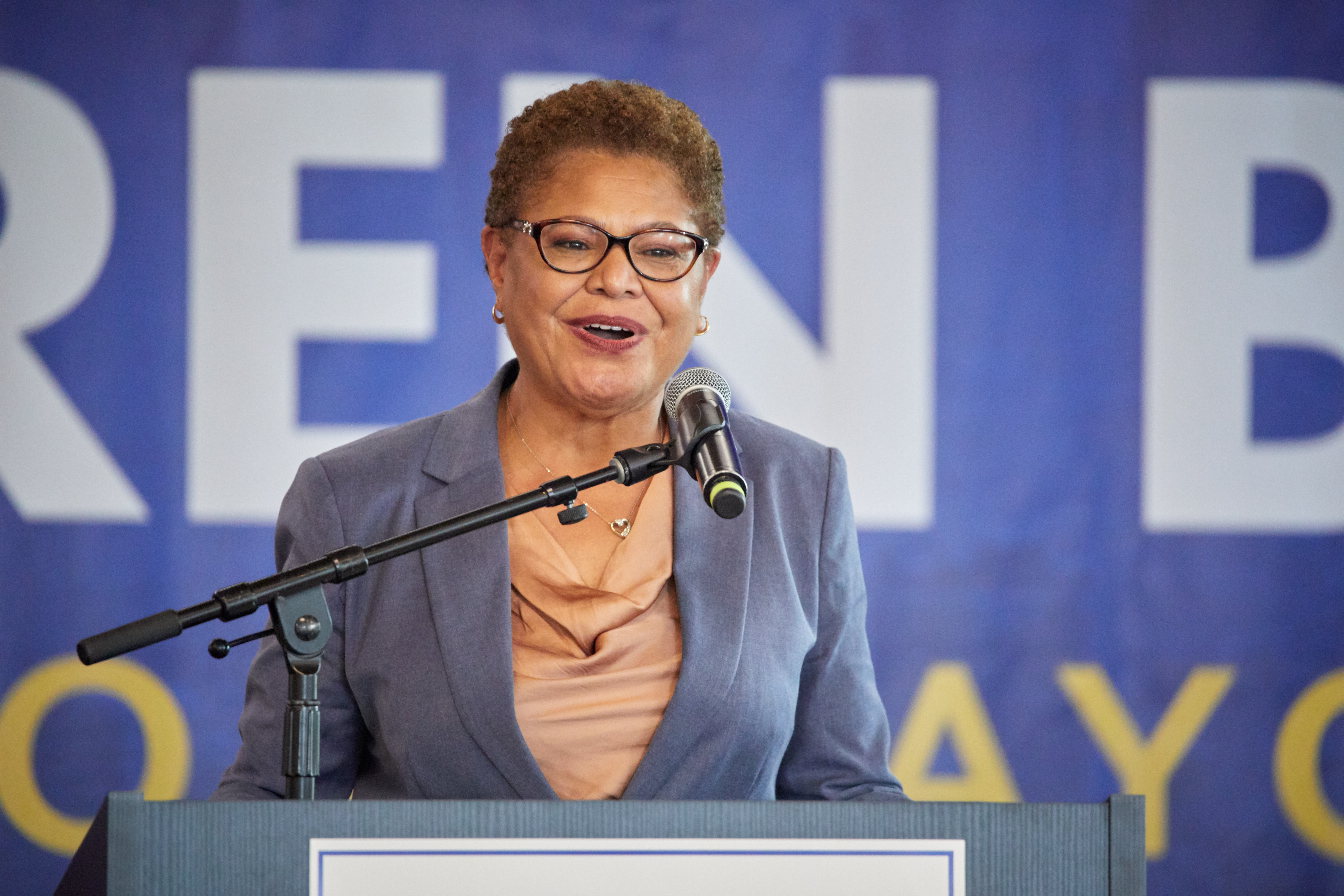
Bass parlant durant l'inici de la seva campanya per a l'alcaldia el 2021

### Eleccions de 2022
El 27 de setembre de 2021, Bass va anunciar la seva candidatura a l'alcaldia de Los Angeles per a les eleccions de 2022. La seva campanya es va centrar a abordar les causes del problema de les persones sense llar a Los Angeles i acabar amb els campaments de persones sense llar al voltant de les escoles primàries, els parcs públics i les platges. Durant la seva campanya per a l'alcaldia, Bass va dir que donava suport a més habitatges a Los Angeles, però que s'oposava a canviar les regulacions de zonificació per tal que es permetés una major densitat d'habitatges als barris que exigeixen habitatges unifamiliars. En aquell moment, tres quartes parts de tot el terreny residencial de Los Angeles estava destinat exclusivament a habitatges unifamiliars.
Bass va ser la que va obtenir més vots a les primàries del 7 de juny i es va enfrontar a Rick Caruso a la segona volta de novembre. Va ser declarada alcaldessa electa el 16 de novembre.

### Mandat
Bass va prendre possessió oficial del càrrec el 10 de desembre de 2022, succeint Eric Garcetti , i el va assumir oficialment el 12 de desembre. És la primera dona i la segona persona negra, després de Tom Bradley, que exerceix com a alcaldessa de Los Angeles.

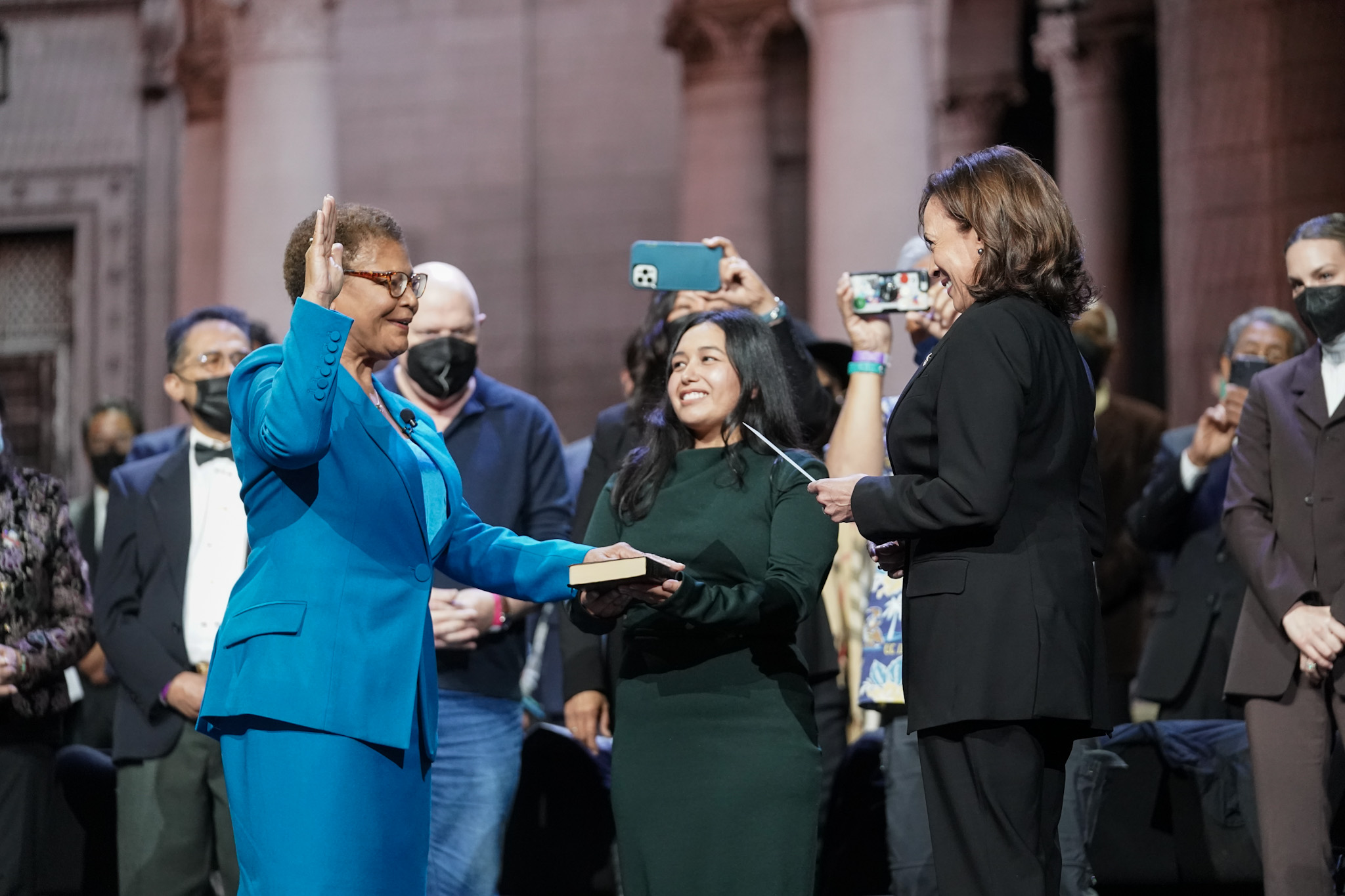
Blass durant el jurament com a alcaldessa de Los Angeles davant de la vicepresidenta Harris

#### Habitatge
Complint una promesa de campanya, Bass va declarar l'estat d'emergència a la ciutat per la manca d'habitatge com a primer acte com a alcaldessa. Al final del seu primer any al càrrec, l'administració Bass va informar que més de 21.000 persones sense llar havien pogut disposar de casa on viure.
El juny de 2023, Bass va signar una ordre per accelerar la tramitació de promocions d'habitatge assequible a Los Angeles. Més tard aquell mateix any, va introduir un canvi a l'ordre, que feia que els projectes d'habitatge assequible en barris unifamiliars no fossin elegibles per a la tramitació accelerada. Segons una estimació, aquest canvi de rumb va deixar 1.443 possibles unitats d'habitatge social en un llimb legal. El juliol de 2024, va imposar més restriccions a l'habitatge assequible, fent-lo inelegible per a la tramitació accelerada en "districtes històrics" i en parcel·les que ja tenen apartaments amb lloguer controlat.
El setembre de 2023, Karen Bass va expressar el seu suport a l'enderroc de l'autopista Marina i la seva substitució per habitatges, però a l'octubre de 2023 ja s'havia fet enrere i havia expressat la seva oposició a l'enderroc de l'autopista.
El juliol de 2024, els defensors de l'habitatge social van demandar la ciutat de Los Angeles per bloquejar la construcció de 140 unitats d'habitatge assequible a Venice. Els defensors de l'habitatge van criticar Bass per permetre que els funcionaris locals bloquegessin els habitatges en lloc d'ordenar als funcionaris municipals que fessin avançar el projecte. Un dels antics empleats de Bass va dir que els superiors els van ordenar que deixessin de fer avançar aquest projecte a través de la burocràcia de la ciutat. El consell editorial de Los Angeles Times va criticar Bass pel seu paper en el bloqueig de la promoció immobiliària.

#### Incendis forestals del gener de 2025
A l'inici dels incendis forestals del sud de Califòrnia del gener de 2025, Bass assistia a la presa de possessió de John Mahama com a president de Ghana, tot i haver promès no viatjar a l'estranger durant el seu mandat com a alcaldessa. El viatge de Bass va rebre crítiques importants de tot l'espectre polític.
Bass va ser criticada per haver retallat el pressupost anual al departament de bombers, que  havia reduït les capacitats de resposta a emergències del departament contra esdeveniments com incendis forestals.

## Posicions polítiques
El 2018, el «Los Angeles Stonewall Democratic Club» va nomenar Bass Funcionària Pública de l'Any. El 2019, va votar a favor de la Llei d'Igualtat, que prohibiria la discriminació contra les persones LGBTQ en l'habitatge, l'ocupació, l'educació, el crèdit i el finançament, entre altres coses. Bass va votar a favor del primer i segon impeachment de Donald Trump.

## Disturbis el 2025
L'any 2025 ha hagut de gestionar els disturbis ocasionats per la població als carrers, en protesta per les batudes migratòries del Servei de Control d'Immigració i Duanes i el desplegament de milers de militars a la ciutat. Després de dies de saquejos i desordres nocturns, l'11 de juny l'alcaldessa va declarar l'estat d'emergència i el toc de queda.

## Vida personal
De 1980 a 1986, Bass va estar casada amb Jesús Lechuga. Després del seu divorci, Bass i Lechuga van criar conjuntament la seva filla i els seus germans, els quatre fillastres de Bass.